# Kray-tweeling
De broers Ronald "Ronnie" Kray (Haggerston, 24 oktober 1933 – Wexham, 17 maart 1995) en Reginald "Reggie" Kray (24 oktober 1933 – Norwich, 1 oktober 2000), ook wel bekend als de Kray twins (Kray-tweeling) waren Engelse gangsters uit het georganiseerde misdaadmilieu die actief waren in het Londense East End gedurende de jaren '50 en '60. Ze waren betrokken bij brandstichting, mishandeling, moord, afpersing, bedreiging en gewapende overvallen.

## Biografie
Ze werden gearresteerd op 8 mei 1968 en het jaar daarop veroordeeld tot levenslange opsluiting.
In 1952 waren zij een van de laatsten die in de Tower of London gezeten hebben als gevangenen wegens dienstweigering.
Ze hadden ook een andere broer die minder bekend werd, Charlie Kray.

## Media
Door hun publiekelijke leven en bekendheid werden meerdere biografische werken over hun gemaakt.
Films
- The Krays (1990), film van Peter Medak
- The Rise of the Krays (2015), film van Terry Brown en David Sullivan
- Legend (2015), film van Brian Helgeland
- The Fall of the Krays (2016), film van Zackary Adler als vervolg op The Rise of the Krays.

TV
- Whitechapel seizoen twee gaat over deze broers

Boeken
- The Profession of Violence: The Rise and Fall of the Kray Twins (1972) boek van John Pearson
- Our Story (1988) boek van Reggie en Ronnie Kray
- Born Fighter (1990) van Reggie Kray
- My story (1994) van Ronnie Kray
- Me and my Brothers (2000) van Charles Kray
- The Krays Not Guilty Your Honour (2012) van Gaines, J.H.
- Me and my Brothers (2000) van Charles Kray

Muziek
- Ronnie Kray wordt vernoemd in Charmless Man (1996) van Blur[2]
- De Kray tweeling wordt vernoemd in London van Ray Davies.[3]
- Beide broers worden vernoemd in The Last of the Famous International Playboys van Morrissey.[4]
- De Kray tweeling wordt vernoemd in Kray Twins (1986) van Renegade Soundwave.
- Beide broers worden vernoemd in Londen van Lethal Bizzle[5]
- Reggie Kray wordt vernoemd in Colossus van Idles.[6]
- Reggie Kray wordt vernoemd in Betwixt or Between (2000) van Rock*A*Teens.[7]